# Codex diplomaticus Lusatiae Superioris
Codex diplomaticus Lusatiae Superioris (ve zkratce uváděn jako CDLS) je edice historických dokumentů vztahujících se k území Lužice. Její vznik iniciovali Gustav Köhler a Richard Jecht z Hornolužické společnosti věd, kteří publikoval sbírku dokumentů o historii markrabství Lužice, jejíž první díl vyšel v roce 1856 ve Zhořelci. Šestý a poslední svazek dokumentů z doby českého krále Jiřího z Poděbrad byl vydán v roce 1931.